# 江口玲
江口 玲（えぐち あきら、1963年2月2日- ）は、日本のピアニスト。洗足学園音楽大学大学院客員教授、東京藝術大学ピアノ科教授。

## 人物・略歴
1963年2月2日　東京都で誕生。
1986年に東京芸術大学作曲科を卒業した。
1990年にジュリアード音楽院(アメリカ合衆国)でピアノの修士号を得た。
ヴィエニャフスキ国際ヴァイオリン・コンクール(ポーランド)で優秀賞を獲得した。
1999年にニューヨーク市立大学ブルックリン校音楽学部の講師に就任した。
2006年に洗足学園音楽大学の客員教授に就任した。
2011年に東京芸術大学音楽学部の准教授に就任した。
ギル・シャハム(イスラエル)やアン・アキコ・マイヤース(アメリカ合衆国)、カテリーナ・マヌーキアン(カナダ)、チー・ユン(韓国)、竹澤恭子等と共演した。
また、ドイツ・グラモフォン、フィリップス(オランダ)、RCAレコード(アメリカ合衆国)、BMG (アメリカ合衆国)等で録音した。
編曲家・作曲家としても活動している。